# Finished with the Dogs
Finished with the Dogs (рус. «Покончено с псами») — второй студийный альбом немецкой группы Holy Moses, вышедший в 1987 году.

## Об альбоме
Finished with the Dogs был записан в 1987 году.
В августе 2005 года был переиздан с 4 бонус-треками.

## Список композиций
1. «Finished with the Dogs» — 2:31
2. «Current of Death» — 2:38
3. «Criminal Assault» — 3:22
4. «In the Slaughterhouse» — 2:32
5. «Fortress of Desperation» — 3:52
6. «Six Fat Women» — 2:58
7. «Corroded Dreams» — 4:01
8. «Life’s Destroyer» — 2:55
9. «Rest in Pain» — 3:17
10. «Military Service» — 3:39
11. «Road Crew» — 4:06

Бонус-треки 2005 года:
1. «Life’s Destroyer»
2. «Current of Death»
3. «In the Slaughterhouse»
4. «Finished with the Dogs»

## Участники записи
- Сабина Классен — вокал
- Энди Классен — гитара
- Андрэ Чапелир — бас
- Ули Куш — ударные